# Trachelipus rucneri
Trachelipus rucneri är en kräftdjursart som beskrevs av Stanko Karaman 1967. Trachelipus rucneri ingår i släktet Trachelipus och familjen Trachelipodidae. Inga underarter finns listade i Catalogue of Life.